# Plan de los Muertos
Plan de los Muertos är en ort i Mexiko.   Den ligger i kommunen Xochistlahuaca och delstaten Guerrero, i den sydöstra delen av landet, 300 km söder om huvudstaden Mexico City. Plan de los Muertos ligger 291 meter över havet och antalet invånare är 646.
Terrängen runt Plan de los Muertos är kuperad. Runt Plan de los Muertos är det ganska glesbefolkat, med 50 invånare per kvadratkilometer. Närmaste större samhälle är Ometepec, 19,8 km väster om Plan de los Muertos. Omgivningarna runt Plan de los Muertos är en mosaik av jordbruksmark och naturlig växtlighet.